# Eucinetus stewarti
Eucinetus stewarti is een keversoort uit de familie buitelkevers (Eucinetidae). De wetenschappelijke naam van de soort werd in 1881 gepubliceerd door Thomas Broun.